# الغوازي (اغوازي)
الغوازي هي إحدى مشيخات المملكة المغربية، تتبع جغرافيا لإقليم تاونات وإداريًا لاغوازي. يقدر عدد سكانها بـ 9443 نسمة حسب الإحصاء الرسمي للسكان والسكنى لسنة 2004.